# Euploea limnoria
Euploea limnoria är en fjärilsart som beskrevs av Jacob Hübner 1816. Euploea limnoria ingår i släktet Euploea och familjen praktfjärilar. Inga underarter finns listade i Catalogue of Life.